# Championnat de Finlande de hockey sur glace 1978-1979
Saison précédente Saison suivante
La saison 1978-1979 est la troisième saison de la SM-Liiga.
Le Ässät Pori gagne la saison régulière après avoir remporté le titre de champion en séries la saison précédente. Mais il est battu 3 matchs à 2 en finale des séries par le Tappara Tampere  qui prend sa revanche sur la saison précédente.

## Déroulement
La saison régulière est disputée entre dix équipes qui jouent chacune 36 matchs soit quatre confrontations directes avec chacune des autres équipes, deux à domicile et deux à l'extérieur. À l'issue de la saison, les quatre meilleures équipes jouent les séries éliminatoires pour déterminer le champion de Finlande.
Les deux dernières équipes du classement disputent un barrage de relégation contre les meilleures équipes de I. Divisioona.

## Saison régulière

### Classement
|    | Équipe              | PJ | V  | N | D  | BP  | BC  | Diff | Pts |
| -- | ------------------- | -- | -- | - | -- | --- | --- | ---- | --- |
| 1  | Ässät Pori          | 36 | 21 | 8 | 7  | 207 | 141 | +66  | 50  |
| 2  | Tappara Tampere     | 36 | 20 | 5 | 11 | 208 | 153 | +55  | 45  |
| 3  | TPS Turku           | 36 | 18 | 4 | 14 | 144 | 123 | +21  | 47  |
| 4  | HIFK                | 36 | 17 | 4 | 15 | 164 | 142 | +22  | 38  |
| 5  | Kiekko-Reipas Lahti | 36 | 15 | 5 | 16 | 136 | 143 | -7   | 35  |
| 6  | Lukko Rauma         | 36 | 14 | 7 | 15 | 164 | 190 | -26  | 35  |
| 7  | Ilves Tampere       | 36 | 13 | 7 | 16 | 129 | 137 | -8   | 33  |
| 8  | Jokerit Helsinki    | 36 | 14 | 3 | 19 | 137 | 181 | -44  | 31  |
| 9  | KooVee Tampere      | 36 | 11 | 5 | 20 | 126 | 177 | -51  | 27  |
| 10 | Kärpät Oulu         | 36 | 12 | 2 | 22 | 137 | 166 | -29  | 26  |

Le KooVee Tampere et le Kärpät Oulu conservent leur place en SM-liiga après les barrages.

### Meilleurs pointeurs
Cette section présente les meilleurs pointeurs de la saison régulière.
| # | Joueur            | Équipe          | B  | A  | Pts |
| - | ----------------- | --------------- | -- | -- | --- |
| 1 | Veli-Pekka Ketola | Ässät Pori      | 23 | 49 | 72  |
| 2 | Matti Hagman      | HIFK            | 20 | 37 | 57  |
| 3 | Kari Makkonen     | Ässät Pori      | 36 | 18 | 54  |
| 4 | Antero Lehtonen   | Tappara Tampere | 35 | 19 | 54  |
| 5 | Pekka Rautakallio | Ässät Pori      | 25 | 28 | 53  |

## Séries éliminatoires

### Tableau final
Les séries se jouent au meilleur des 5 rencontres.
Le match pour la troisième place se joue au meilleur des trois rencontres.
|  | Demi-finales    | Demi-finales    |                        |   | Finale | Finale |
|  | Demi-finales    | Demi-finales    |                        |   | Finale | Finale |
|  |                 |                 |                        |   |        |        |
|  |                 |                 |                        |   |        |        |
|  |                 |                 |                        |   |        |        |
|  | Ässät Pori      | 3               |                        |   |        |        |
|  | Ässät Pori      | 3               |                        |   |        |        |
|  | HIFK            | 0               |                        |   |        |        |
|  | HIFK            | 0               | Ässät Pori             | 2 |        |        |
|  |                 |                 | Ässät Pori             | 2 |        |        |
|  |                 | Tappara Tampere | 3                      |   |        |        |
|  | Tappara Tampere | Tappara Tampere | 3                      | 3 |        |        |
|  | Tappara Tampere |                 |                        | 3 |        |        |
|  | TPS Turku       | 2               |                        |   |        |        |
|  | TPS Turku       | 2               | Match pour la 3e place |   |        |        |
|  |                 |                 |                        |   |        |        |
|  |                 |                 |                        |   |        |        |
|  |                 |                 |                        |   |        |        |
|  | TPS Turku       | 2               |                        |   |        |        |
|  | TPS Turku       | 2               |                        |   |        |        |
|  | HIFK            | 1               |                        |   |        |        |
|  | HIFK            | 1               |                        |   |        |        |

### Détail des scores
Demi-finales
| Équipe     | Score | Équipe     | Note               |
| ---------- | ----- | ---------- | ------------------ |
| Ässät Pori | 6-5   | HIFK       | Après prolongation |
| HIFK       | 3-5   | Ässät Pori |                    |
| Ässät Pori | 9-4   | HIFK       |                    |

| Équipe          | Score | Équipe          | Note |
| --------------- | ----- | --------------- | ---- |
| Tappara Tampere | 5-1   | TPS Turku       |      |
| TPS Turku       | 10-6  | Tappara Tampere |      |
| Tappara Tampere | 7-3   | TPS Turku       |      |
| TPS Turku       | 8-4   | Tappara Tampere |      |
| Tappara Tampere | 7-5   | TPS Turku       |      |

Match pour la troisième place
| Équipe    | Score | Équipe    | Note |
| --------- | ----- | --------- | ---- |
| TPS Turku | 2-1   | HIFK      |      |
| HIFK      | 10-2  | TPS Turku |      |
| TPS Turku | 3-2   | HIFK      |      |

Finale
| Équipe          | Score | Équipe          | Note |
| --------------- | ----- | --------------- | ---- |
| Ässät Pori      | 3-6   | Tappara Tampere |      |
| Tappara Tampere | 4-3   | Ässät Pori      |      |
| Ässät Pori      | 5-3   | Tappara Tampere |      |
| Tappara Tampere | 2-3   | Ässät Pori      |      |
| Ässät Pori      | 2-5   | Tappara Tampere |      |

## Trophées et récompenses
| Kanada-malja : Champion de Finlande             | Tappara Tampere                        |
| Trophée Kalevi-Numminen : Meilleur entraîneur   | Veli-Pekka Roiha (Kiekko-Reipas Lahti) |
| Trophée Jarmo-Wasama : Meilleur joueur recrue   | Kari Jalonen (Kärpät Oulu)             |
| Trophée Matti-Keinonen : Meilleur ratio +/-     | Veli-Pekka Ketola (Ässät Pori)         |
| Trophée Raimo-Kilpiö : Joueur le plus fair-play | Jukka Alkula (Tappara Tampere)         |
| Trophée Urpo-Ylönen : Meilleur gardien de but   | Jorma Valtonen (TPS Turku)             |
| Trophée Pekka-Rautakallio : Meilleur défenseur  | Pekka Rautakallio (Ässät Pori)         |
| Trophée Aarne-Honkavaara : Meilleur buteur      | Kari Makkonen (Ässät Pori)             |
| Trophée Veli-Pekka-Ketola : Meilleur pointeur   | Veli-Pekka Ketola (Ässät Pori)         |